# Le Retour d'Ulysse (De Chirico)
Pour les articles homonymes, voir Le Retour d'Ulysse.
Le Retour d'Ulysse est un tableau réalisé par le peintre italien Giorgio De Chirico en 1973. Cette huile sur toile métaphysique représente un intérieur dominé par une statue d'Ulysse dans une barque. Elle est conservée au musée d'Art moderne de Paris, à Paris.

## Expositions
- Giorgio de Chirico, aux origines du surréalisme belge. René Magritte, Paul Delvaux, Jane Graverol, Beaux-Arts Mons, Mons, 2019 — no 32, p. 102.